# 伊南村 (福島県)
伊南村（いなむら）は、福島県南会津郡にあった村。
2006年3月20日、南会津郡田島町・舘岩村・南郷村と合併し、南会津町となったため消滅した。

## 地理
檜枝岐村から檜枝岐川が、舘岩村から舘岩川が流れ込み、伊南村の南部で合流し伊南川となって村を北上する。北東の川岸に役場や中学校などがある。舘岩村との境界には高畑山がある。
- 山 ：坪入岳、高畑山
- 河川：伊南川

### 隣接していた自治体
- 南会津郡
  - 田島町
  - 只見町
  - 檜枝岐村
  - 南郷村
  - 舘岩村

## 歴史

### 年表
- 1955年（昭和30年）4月1日 - 伊南村、大川村が合併し、新たに伊南村となる。
- 1964年（昭和39年）4月30日 - 大規模な火災が発生し村中心部の古町と多々石部落の合計145棟を消失した。
- 1975年（昭和50年）4月1日 - 国道352号が制定。
- 1981年（昭和56年） - 国道401号が制定。
- 2006年（平成18年）3月20日 - 田島町、舘岩村、南郷村と合併し、南会津町となる。

### 行政区域変遷
- 変遷の年表

| 伊南村村域の変遷（年表） | 伊南村村域の変遷（年表） | 伊南村村域の変遷（年表） |
| 年                       | 月日                     | 旧伊南村村域に関連する行政区域変遷 |
| ------------------------ | ------------------------ | --- |
| 1889年（明治22年）       | 4月1日                   | 町村制施行により、以下の村が発足。 - 伊南村 ← 浜野村・白石村・多々石村・青柳村・小塩村・宮沢村・古町村 - 大川村 ← 大桃村・恥風村・内川村・大原村・小立岩村 |
| 1955年（昭和30年）       | 4月1日                   | 伊南村・大川村が合併し伊南村が発足 |
| 2006年（平成18年）       | 3月20日                  | 伊南村は田島町・舘岩村・南郷村とともに合併し南会津町が発足。伊南村は消滅。                                                                                 |

- 変遷表

| 伊南村村域の変遷表 | 伊南村村域の変遷表 | 伊南村村域の変遷表  | 伊南村村域の変遷表 | 伊南村村域の変遷表    | 伊南村村域の変遷表       | 伊南村村域の変遷表 |
| 1868年 以前        | 1868年 以前        | 明治元年 - 明治22年 | 明治22年 4月1日    | 明治22年 - 昭和64年   | 平成元年 - 現在          | 現在               |
| ------------------ | ------------------ | ------------------- | ------------------ | --------------------- | ------------------------ | ------------------ |
|                    | 浜野村             | 浜野村              | 伊南村             | 昭和30年4月1日 伊南村 | 平成18年3月20日 南会津町 | 南会津町           |
|                    | 白石村             |                     | 伊南村             | 昭和30年4月1日 伊南村 | 平成18年3月20日 南会津町 | 南会津町           |
|                    | 多々石村           |                     | 伊南村             | 昭和30年4月1日 伊南村 | 平成18年3月20日 南会津町 | 南会津町           |
|                    | 青柳村             |                     | 伊南村             | 昭和30年4月1日 伊南村 | 平成18年3月20日 南会津町 | 南会津町           |
|                    | 小塩村             |                     | 伊南村             | 昭和30年4月1日 伊南村 | 平成18年3月20日 南会津町 | 南会津町           |
|                    | 宮沢村             |                     | 伊南村             | 昭和30年4月1日 伊南村 | 平成18年3月20日 南会津町 | 南会津町           |
|                    | 古町村             |                     | 伊南村             | 昭和30年4月1日 伊南村 | 平成18年3月20日 南会津町 | 南会津町           |
|                    | 大桃村             | 大桃村              | 大川村             | 昭和30年4月1日 伊南村 | 平成18年3月20日 南会津町 | 南会津町           |
|                    | 恥風村             | 明治8年 恥風村      | 大川村             | 昭和30年4月1日 伊南村 | 平成18年3月20日 南会津町 | 南会津町           |
|                    | 朴木村             | 明治8年 恥風村      | 大川村             | 昭和30年4月1日 伊南村 | 平成18年3月20日 南会津町 | 南会津町           |
|                    | 落合村             | 明治10年 内川村     | 大川村             | 昭和30年4月1日 伊南村 | 平成18年3月20日 南会津町 | 南会津町           |
|                    | 大原村             |                     | 大川村             | 昭和30年4月1日 伊南村 | 平成18年3月20日 南会津町 | 南会津町           |
|                    | 小立岩村           |                     | 大川村             | 昭和30年4月1日 伊南村 | 平成18年3月20日 南会津町 | 南会津町           |

## 経済
戦国時代から「伊南細美」と呼ばれる麻の産地で、古町地区は「筬剥（おさはぎ）の町」と呼ばれるほど機織りが盛んであった。

## 交通

### 道路
- 一般国道
  - 国道352号
  - 国道401号
- 一般県道
  - 福島県道351号大倉大橋浜野線

## 名所・旧跡・観光スポット・祭事・催事
村内には民宿が多数所在。
- 会津高原高畑スキー場
- 高畑フィッシングパーク
- 大桃の舞台（国の重要有形民俗文化財）
- 古町の大銀杏
- 古町温泉赤岩荘
- 小豆温泉
- 久川城（福島県史跡）